# Dieter Freise
Dieter Freise, född 18 februari 1945 i Heidelberg, Tyskland, död 5 april 2018 i samma stad, var en västtysk landhockeyspelare.
Han tog OS-guld i herrarnas landhockeyturnering i samband med de olympiska sommarspelen 1972 i München.